# Sint Philipsland (presqu'île)
Sint Philipsland est une presqu'île (anciennement une île) zélandaise, aux Pays-Bas. Elle forme avec la presqu'île de Tholen la commune de Tholen. La presqu'île de Sint Philipsland compte environ 2 700 habitants pour une superficie d'environ 23 km².

## Histoire
La première poldérisation de l'actuel Sint Philipsland a eu lieu en 1487, sur l'initiative d'Anne de Bourgogne, fille bâtarde du duc Philippe de Bourgogne. Il est probable qu'il a donné son nom à l'île et au village (Terre Saint-Philippe). Après l'inondation de 1530 et celle de 1532, les polders sont inondés. Les digues ne sont rétablies qu'en 1645. Depuis 1937, la presqu'île a sa forme actuelle.
Jusqu'en 1995, année de sa fusion avec Tholen, la presqu'île dans le cadre de la commune de Sint Philipsland était une commune indépendante (l'ancienne commune couvrait une superficie d'environ 40 km²).

## Localités
Outre le village de Sint Philipsland, on y trouve le village d'Anna Jacobapolder et le hameau de De Sluis.